# Geniale?
Geniale? 1969-70 (inediti) è un album dal vivo del cantante italiano Lucio Dalla, pubblicato nel 1991.

## Descrizione
L'album raccoglie alcune registrazioni dal vivo di Dalla tra il 1969 e il 1970, mai apparse su disco sino ad allora. In particolare si tratta di due serate tenute rispettivamente al "Barga" di Lucca nel febbraio 1969 e al "La Mecca" di Rimini nell'agosto 1970. Viene fornito così un ampio spaccato sulle esibizioni live di allora da parte di Dalla, per il quale il grande successo di pubblico e di critica era ancora di là da venire. Si possono quindi anche apprezzare Gli Idoli, cui Dalla lasciava ampi spazi per improvvisazioni o interi brani nuovi. 
Interessante la versione di 4/3/1943, che oltre a presentare il testo senza le censure poi mantenute anche in studio, testimonia la creazione e l'esecuzione del brano in un'epoca antecedente il 1971 (anno in cui la canzone partecipò al Festival di Sanremo).

## Tracce
1. Gragnanino blues – 4:44
2. 1999 – 3:22
3. Sylvie – 2:44
4. Summertime – 3:01
5. Il mio fiore nero – 3:50
6. Africa – 4:02
7. Non è una festa – 4:23
8. Geniale – 5:39
9. Fottiti – 5:21
10. Etto – 2:22
11. 4 marzo 1943 – 3:41

## Formazione
- Lucio Dalla - voce e organo
- Emanuele Ardemagni, Renzo Fontanella - basso
- Giorgio Lecardi - batteria e chitarra
- Bruno Cabassi - tastiera e organo